# الشعبة (ساة)

'

تعديل مصدري - تعديل

الشعبة هي إحدى قرى عزلة ساه بمديرية ساة التابعة لمحافظة حضرموت، بلغ تعداد سكانها 305 نسمة حسب تعداد اليمن لعام 2004.